# Der gelbe Nebel
Der gelbe Nebel ist der fünfte Band der Smaragdenstadt-Bücher des russischen Schriftstellers Alexander Wolkow. Das Buch erschien 1970 unter dem Originaltitel „Желтый туман“ mit Illustrationen von Leonid Wladimirski. Übersetzer der lange verwendeten deutschen Fassung ist Lazar Steinmetz.

## Handlung
Zu der Zeit, als Hurrikap noch lebte, geschahen die furchtbarsten Naturkatastrophen. Der Zauberer las in seinem Zauberbuch, dass die böse Hexe Arachna dafür verantwortlich ist. Um sie zu bestrafen, versetzte er sie in einen 5000 Jahre währenden Zauberschlaf. Hurrikap gestattete den Dienern der Hexe, den Zwergen, sie zu pflegen. Als Arachna aus diesem Schlaf erwachte, wusste sie nicht, was in der Zeit, in der sie geschlafen hatte, passiert war. Dieses las sie in den Chroniken, die die Zwerge über Jahrtausende geführt hatten, nach.
So erfuhr die Hexe von der Teilung des Zauberlandes unter den Zauberinnen Willina, Stella, Gingema und Bastinda. Arachna las über Goodwin und die Smaragdenstadt und den Abflug Goodwins mit dem Heißluftballon. Sie las über den Versuch Prinz Bofaros, seinen Vater zu stürzen, über das Reich der sieben unterirdischen Könige und über das Ende der Herrschaft. Die Hexe erfuhr, dass Urfin Juice versucht hatte, die Herrschaft an sich zu reißen und gescheitert war. Nachdem Arachna das Studium der Chroniken abgeschlossen hatte, entschied sie sich, die Herrschaft des Zauberlandes zu erringen. Zu diesem Zweck wollte die Hexe sich der Mithilfe Urfins und Ruf Bilans versichern. Sie schickte Zwerge aus, um Urfin und seinen ehemaligen ersten Minister zu ihr zu bringen. Die Zwerge machten sich in das Blaue Land auf und stellten fest, dass Urfin nicht mehr dort lebte.
Aber was war mit dem Gestürzten geschehen? Nachdem Urfin die Herrschaft das zweite Mal verloren hatte, erkannte er, dass er selbst auf der Höhe der Macht nicht glücklich war. Als er auf dem Weg in seine Heimat die Liebenswürdigkeit und Hilfsbereitschaft der Käuer erlebte, beschloss Urfin, sein bisheriges Leben hinter sich zu lassen und an den Füßen der Weltumspannenden Berge ein neues Leben als Gärtner zu beginnen. Ein Jahr später fanden ihn hier die Zwerge. Sie berichteten von Arachna und dem Auftrag, Urfin zu ihr zu bringen. Dort angekommen, weigerte sich Urfin, in den Dienst der Hexe zu treten und prophezeite Arachna den Tod bei ihrem Vorhaben. Bei Ruf Bilan hatte die Hexe mehr Erfolg. Dieser war erst wenige Tage zuvor aus dem Zauberschlaf erwacht, in den er zur Strafe für seine Verbrechen versetzt worden war. Mit Ruf Bilan zusammen machte Arachna sich auf, ihr Vorhaben in die Tat umzusetzen. Aber sowohl im Land der Marranen als auch im Land der Zwinkerer, der Käuer, der unterirdischen Erzgräber und der Smaragdenstadt erlitt die Hexe Niederlagen. Als Rache beschwor sie den gelben Nebel. Dieser griff die Augen und die Atemwege an. Des Weiteren fiel die Temperatur so weit, dass im Land des ewigen Sommers der Winter Einzug hielt. In dieser Lage wurde der Torhüter der Smaragdenstadt, Faramant, nach Kansas geschickt, um Hilfe für das Zauberland zu erhalten.
Charlie Black, Ann, Tim O’Kelli und Arto flogen mit dem Drachen Oicho in die Smaragdenstadt, um den Kampf gegen Arachna aufzunehmen. Zu diesem Zweck hatte Charlie die Idee, einen 30 Meter hohen Metallriesen zu bauen. Nach der Vollendung des Ritters Tilli-Willi machten sich die Freunde auf, die Hexe zu töten und den Zauber des gelben Nebels vom Zauberland zu nehmen. Hilfe bei diesem Vorhaben erhielten sie von den Mäusen, die den Zauberteppich Arachnas auffraßen, und vom Adler Karfax. Nach einem langen und schweren Kampf gelang es Tilli-Willi und Karfax, die Hexe zu töten. Nachdem Charlie Black die Beschwörungsformel aufgesagt hatte und der gelbe Nebel verschwunden war, verbrannte Charlie das Zauberbuch der Hexe. Die Zwerge traten von nun an in den Dienst des Scheuchs. Ihre Chronik über das Zauberland bildete von nun an den Grundstock der Bibliothek der Smaragdenstadt. Nach diesen Abenteuern flogen Ann, Tim, Charlie und Arto auf Oichos Rücken wieder zurück nach Kansas.

## Hörspiel
Zu diesem Buch gibt es ein Hörspiel: 
- Der gelbe Nebel. Regie: Paul Hartmann, MC, ISBN 3-8291-0328-X

Eine Hörbuchversion erschien 2007: 
- Der gelbe Nebel, gelesen von Katharina Thalbach, Jumbo Neue Medien, 2 CD, ISBN 978-3-8337-1964-6